# Balthasar Bort

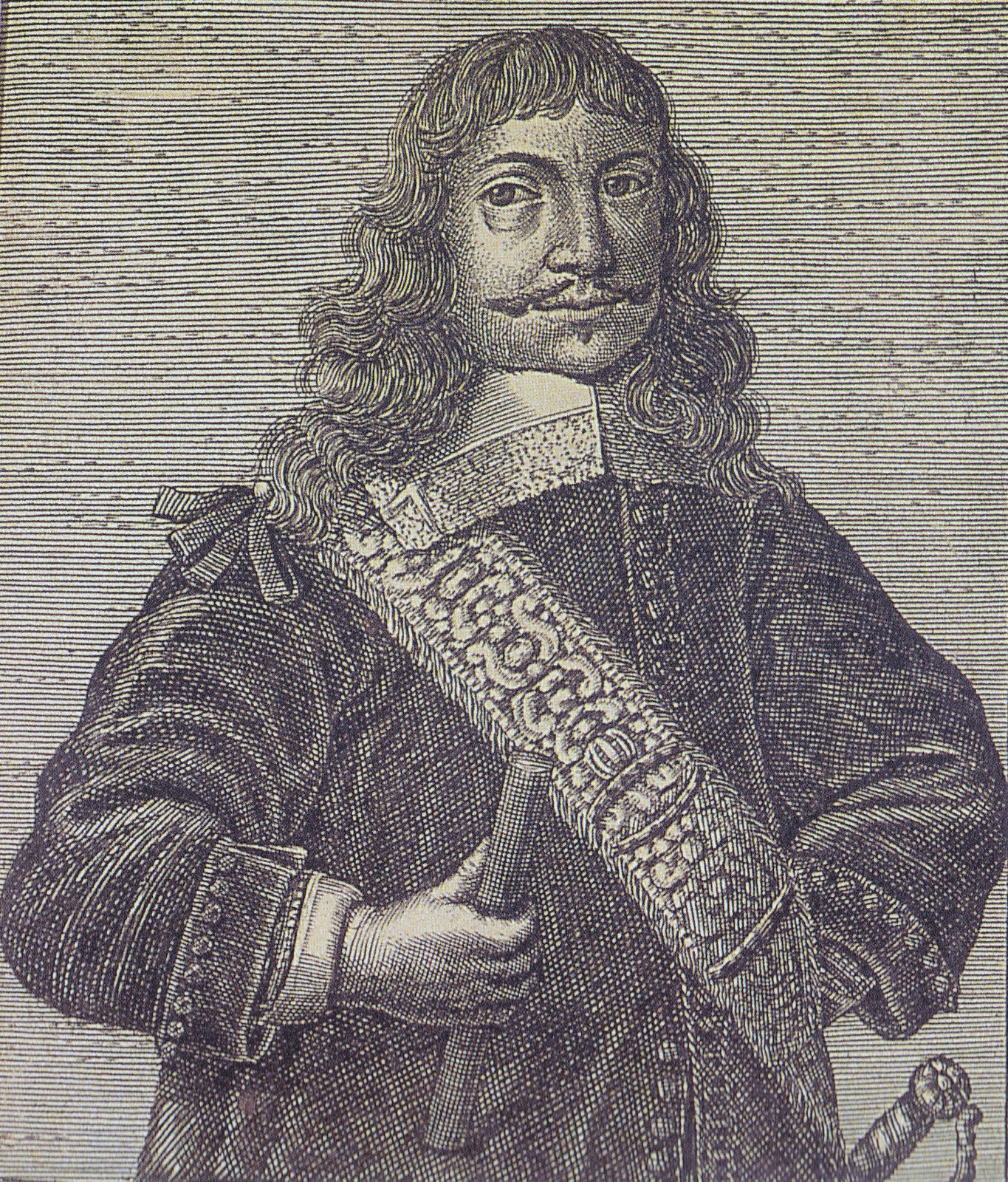
Portret van Balthasar Bort (1670)

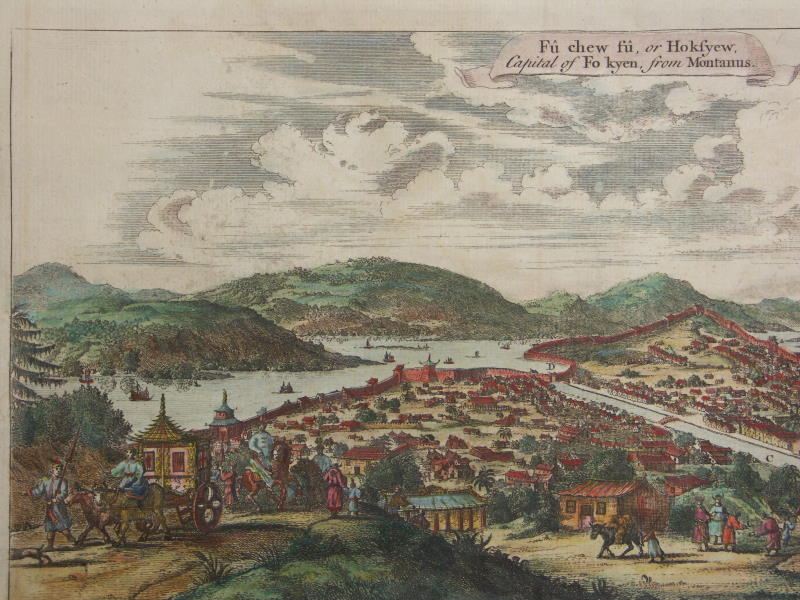
Fuzhou in de 18e eeuw

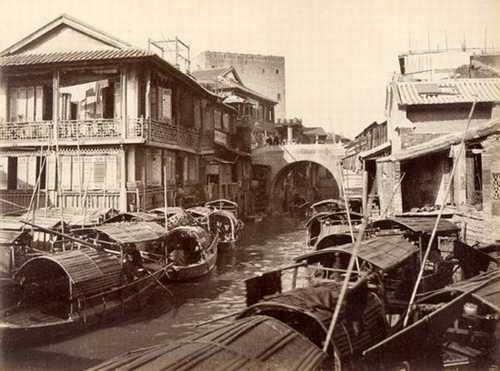
De rivier

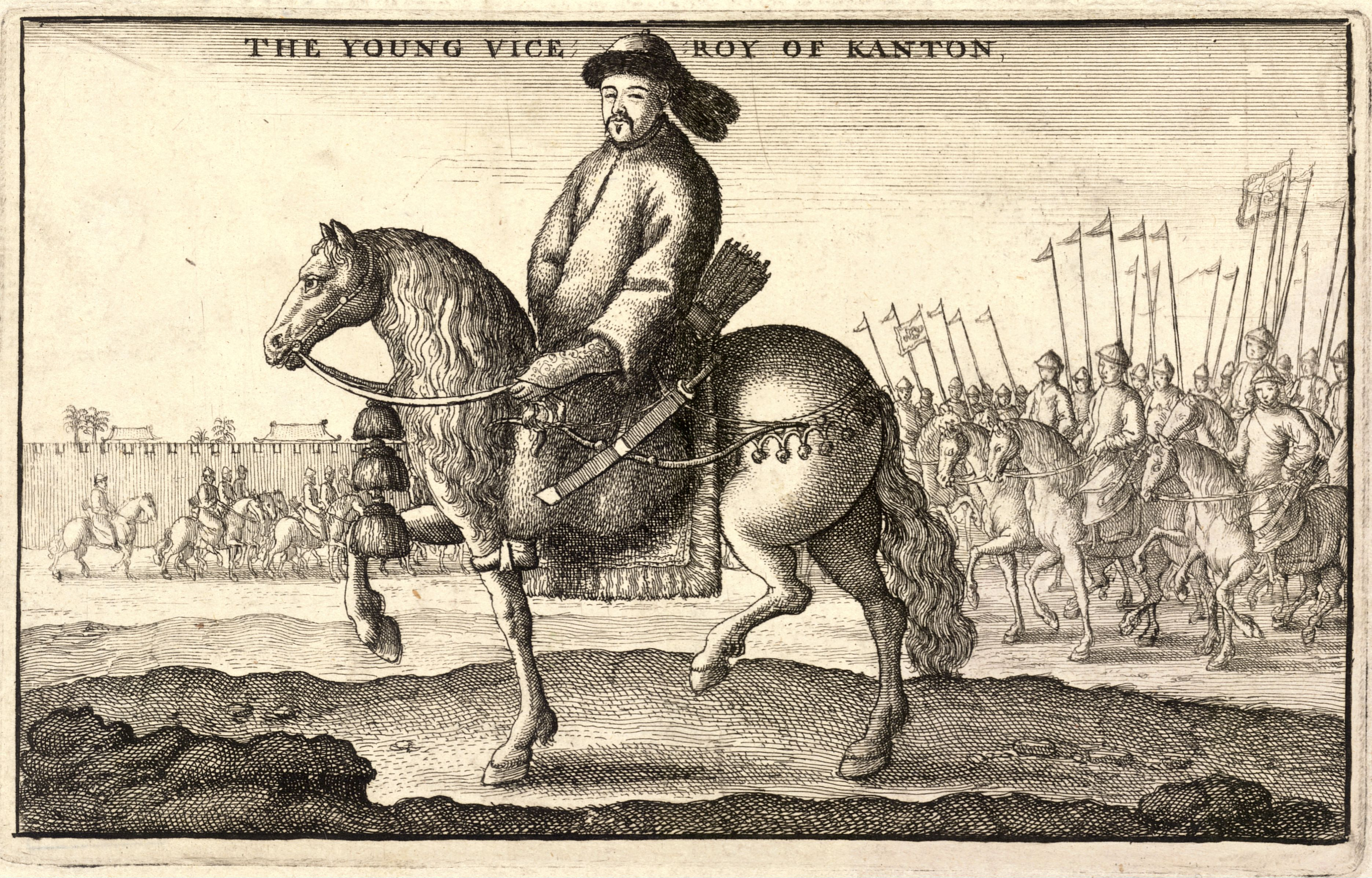
Geng Jimao, onder de Nederlanders bekend als "Jonge Viceroy", gewapend te paard beschermd door zijn lijfwachten.

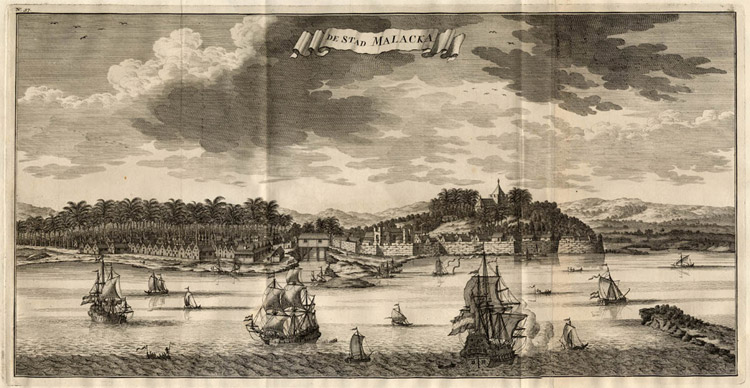
De Stad Malacka uit Valentijn's Oud en Nieuw Oost Indien. 1724-26.

Balthasar Bort (Amsterdam, 14 december 1626 - Batavia, 11 januari 1684) was opperhoofd op West-Sumatra, gezant naar Atjeh, admiraal van de Noortsche vloot, gouverneur van Nederlands-Malakka (1665-1677) en raad van Indië.
Het doel van de drie expedities van Bort naar China was om na de val van de Ming-dynastie het nieuwe Mantsjoebewind voor zich te winnen door de kust van Fujian waar Coxinga of zijn zoon Zheng Jing zich ophield aan te vallen. Dan zouden de Chinezen misschien toestemming geven voor de rechtstreekse handel op het land. Volgens Wouter Schouten lieten vele zeelieden bij deze drie tochten het leven.

## Biografie
Balthasar Bort(h) was de zoon van de makelaar Thomas Birdt (-1673) uit Den Briel en Anne van Raey uit Rotterdam. Hij is op 18 december gedoopt in de Oude Kerk. 
In april 1641 is hij uitgevaren op het schip de Vogelstruys; in 1644 was hij onderkoopman op Arakan.
In 1645 werd hij benoemd als klerk op de secretarie in Batavia; in
1646 secretaris in Malakka en in 1649 fiscaal aldaar.
In 1656 werd hij opperhoofd te Ligor, een factorij in het Koninkrijk Ayutthaya.
In 1657 werd hij opperkoopman en tweede man in Malakka. In 1659 ging hij als commissaris naar Atjeh, samen met Jacob de Keyser, afkomstig uit de Wormer. Tot 1661 is hij opperhoofd op West-Sumatra. In dat laatste jaar werd hij opperkoopman op het kasteel te Batavia.
In 1661, na het overlijden van keizer Shunzhi veranderde er veel in China. Zijn zoon en opvolger, Kangxi, was slechts zeven jaar oud, en de regering kwam in handen van vier regenten. In 1662 stond Bort aan het hoofd van een "gezantschap" naar China en werd benoemd tot commandeur over twaalf schepen zg Noortsche vloot. Het doel was een verovering van Macau.
Begin augustus kwam de vloot aan voor Fuzhou. Op 12 augustus werd de stad Swatia aangevallen. Op 8 september wilde de onderkoning Geng Jimao hem ontmoeten in Zhangzhou. Bort zond twee gezanten die op 4 oktober aankwamen, want er waren nog 39 gevangen Nederlanders op Quemoy die zou kunnen worden vrijgelaten. Ze kregen toestemming ieder stad op het schiereiland Beijiao te bezetten. Handel kon niet worden toegestaan voordat er toestemming uit Peking was. Bort bracht een bezoek aan pater Philip Couplet. Op 1 maart 1663 vertrokken de Nederlanders onverrichte zake naar Batavia.
In augustus 1663 maakte hij een tweede tocht naar China. De onderkoning wilde niet tot een aanval op Formosa overgaan, want steeds meer aanhangers van Zheng liepen over naar de Mantsjoes. In maart 1664 voer Bort terug. Ondertussen kregen de Nederlanders toestemming handel te drijven, vanwege de hulp bij het veroveren van Amoy en Quemoy. Tot een gezamenlijke aanval op Formosa kwam het niet. In juli 1664 vertrok Bort voor zijn derde reis. Op 27 september bezette hij het voormalige fort in Keelung, dat na vier jaar weer is verlaten. Bort voer naar het vasteland. De Chinezen waren niet bereid meer havens open te stellen, dan Fuzhou, dat vanaf 1662 tot 1684 in gebruik was. Op 10 mei 1665 voer Bort terug naar Batavia.
Als beloning is Bort tot commandeur van Nederlands Malakka benoemd. Hij werd in 1668 benoemd tot gouverneur van Malakka.
In 1677 werd hij extraordinair Raad van Indië, nadat zijn vrouw was gestorven (?); in 1679 tot President van de raad van justitie en in 1681 Directeur-Generaal van de Handel.
Bort was driemaal gehuwd en in 1685, een jaar na zijn overlijden, trouwde zijn weduwe, Maria de Vogel, met Constantin Ranst.

## Werk
Olfert Dapper gebruikte het materiaal in zijn Gedenkwaerdig Bedreyf Der Nederlandsche Oost-Indische Maetschappye, op de Kuste en in het Keizerrijk van Taising of Sina: Behelzende het Tweede Gezandschap Aen den Onder-Koning Singlamong en veldheer Taising Lipoui Door Jan van Kampen en Konstantijn Nobel Amsterdam, Jacob van Meurs, 1670. Vervolgt met een verhael van het voorgevallen des jaers zestien hondert drie en vier en zestig, op de Kuste van Sina, en ontrent d'Eilanden Tayowan, Formosa, Ay en Quemuy, onder 't gezag van Balthasar Bort: En Het derde Gezandschap Aen Konchy, Tartarsche Keizer van Sina en Oost-Tartarye: onder beleit van zijne Ed. Pieter van Hoorn. Beneffens een beschryving van geheel Sina.